# Llatins
Els llatins eren els habitants del Latium, regió del centre de la península Itàlica. El grup més conegut dels llatins eren els romans. Altres tribus d'aquesta ètnia eren: els faliscs, els enotris, els auruncs. Eren de procedència indoeuropea i probablement es van establir aquí durant l'acabament de l'edat del bronze (1200 aC-900 aC). Van formar una confederació de ciutats, anomenada Lliga Llatina. Amb el temps Roma va adquirir hegemonia sobre les altres ciutats i això va desencadenar la guerra llatina.

## Orígens

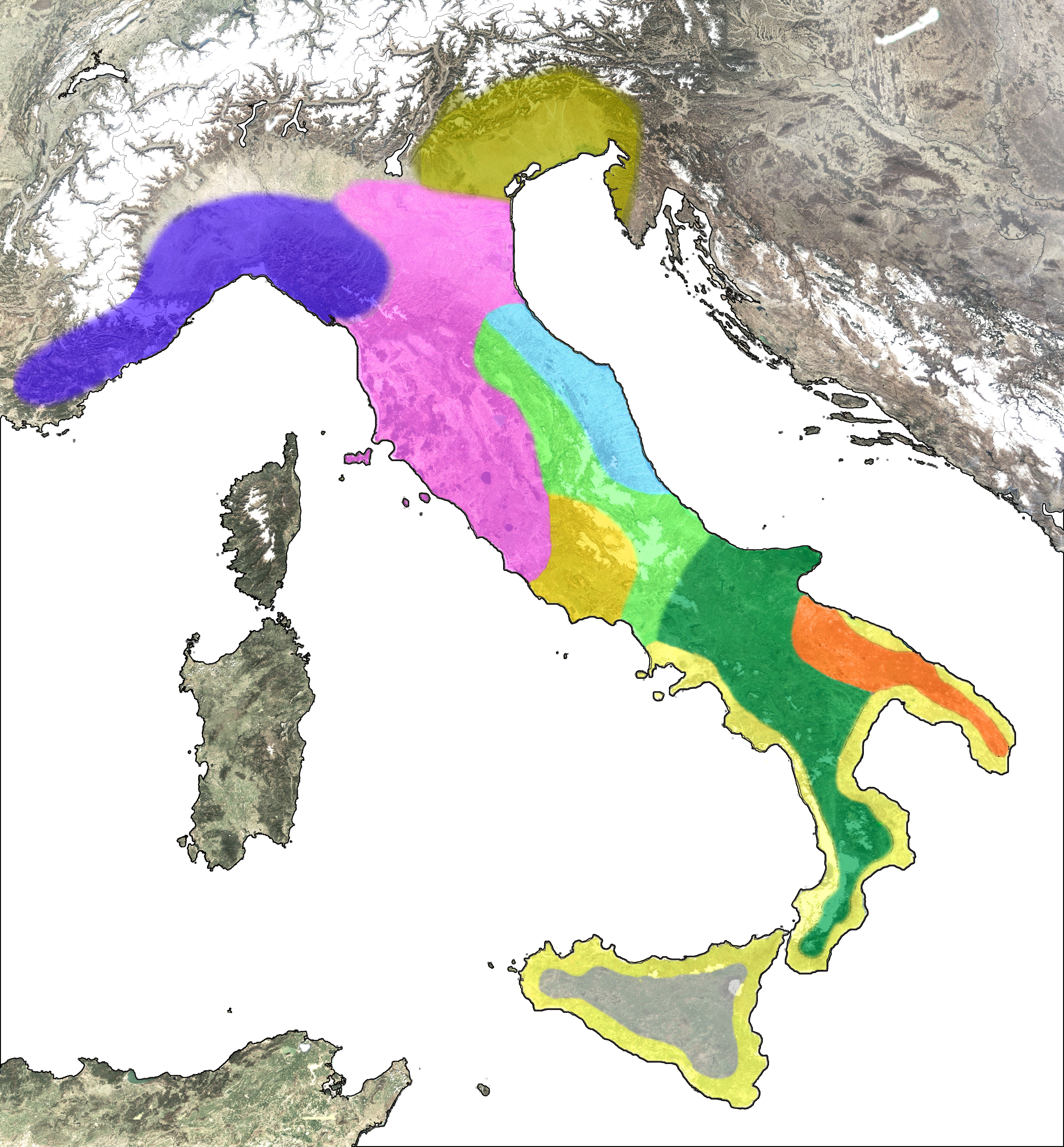
Els pobles itàlics als inicis de l'edat del ferro
lígurs
vènets
etruscs
picentins
umbres
oscs
llatins
messapis
grecs
sículs

Els llatins pertanyien a un grup de tribus indoeuropees (IE) conegudes convencionalment amb el nom de tribus itàliques, ja que van poblar el centre i el sud de la península Itàlica durant l'edat del ferro (fet que va començar vers el 900 aC). La teoria més amplament acceptada suggereix que els llatins i altres tribus protoitàliques van arribar al tombant de l'edat del bronze juntament als membres de la cultura protovil·lanovana, que formava part de la cultura dels camps d'urnes. Hi ha diversos autors, entre ells Marija Gimbutas, que han fet notar les importants similituds entre els protovil·lanovans, els membres de la cultura d'urnes del sud de Baviera i alta Àustria, i els de la cultura d'urnes de la zona central del Danubi. Segons David W. Anthony, els protollatins es van originar en el que és avui dia la zona occidental d'Hongria, i es van passar al kurgan (vegeu teoria del kurgan) vers el 3100 aC absorbits per la cultura iamna. Per la seva part, Kristian Kristiansen ha associat els protovil·lanovans amb la cultura Velatice-Baierdorf de Moràvia i Àustria. Aquesta darrera proposta ha estat confirmada posteriorment pel fet que la subsegüent cultura de Vil·lanova, present al centre i sud d'Itàlia, la qual va introduir el treball del ferro en aquesta península, estava tan properament relacionada amb la cultura dels camps d'urnes de l'Europa central (c. 1300–750 aC) i la de Hallstatt (la que va succeir a la de les urnes), que no és possible separar l'una de les altres en els primers estadis. Encara més, la cultura de Canegrate, del nord d'Itàlia, contemporània a aquestes, és un exemple representatiu de la cultura de Hallstatt, que es va difondre molt probablement dins del context del grup de parles celtes.
De manera semblant, diversos autors han suggerit que la cultura de Beaker, localitzada al centre i oest d'Europa, sigui una primitiva cultura indoeuropea i, més concretament, una branca ancestral dels dialectes indoeuropeus per a la qual s'ha proposat el terme "indoeuropeus del nord-oest", aquests serien els ancestres dels celtes, ítals, germànics i baltoeslàvics. Tots aquests grups eren descendents dels parlants protoindoeuropeus pertanyents a la cultura iamna, les migracions de la qual van crear probablement les tres divisions —preitàlics, preceltes i pregermànics— dels protoindoeuropeus.

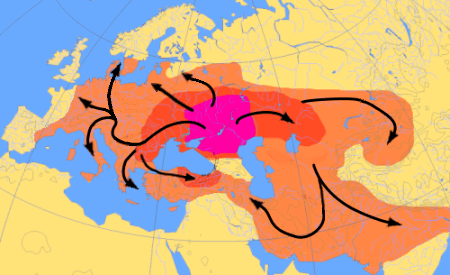
Mapa que representa les migracions indoeuropees que es van produir en el període 4000–1000 aC

Deixant l'arqueologia a banda, la distribució geogràfica de les llengües antigues a la península Itàlica poden explicar de manera plausible la migració en successives onades de pobles amb diferents parles, segons afirma Cornell. Sobre aquest model, sembra creïble que el grup d'ítals de l'oest (entre els quals estarien els llatins) van formar part de la primera onada, seguits i desplaçats pel grup d'ítals de l'est (entre els quals estarien els oscs i els umbres). Això es dedueix de les localitzacions marginals de les restes de columbaris que s'han conservat fins avui en dia pertanyents als ítals d'occident. A més del llatí, una altra possible llengua dels ítals de l'oest seria el falisc, (actualment considerada un dialecte del llatí) i potser el vènet (parlat al NE d'Itàlia) i el sícul (parlat a la Sicília central). Les llengües de la Itàlia occidental eren en aquell temps parlades en àrees petites i aïllades, mentre que el grup dels ítals orientals parlaven dialectes de l'oscà i l'umbre a gran part del centre i el sud de la península. Tanmateix, la cronologia de les migracions de pobles indoeuropeus roman esquiva, igual com passa amb la cronologia de la relació entre les llengües IE i les llengües no-IE de la península, com és el cas de l'etrusc. La majoria dels acadèmics consideren que l'etrusc és un supervivent dels idiomes pre-IE, i que forma part del substrat lingüístic mediterrani. Altres autors creuen que, prèviament a la dispersió de l'idioma gal per la plana del riu Po des d'aproximadament el 400 aC cap endavant, tant el nord com el centre de la península estaven dominats per llengües no-IE: l'etrusc potser compartia algunes similituds amb el rètic, la llengua de Ligúria que és parcialment no-IE; i el llenguatge de les inscripcions encara per desxifrar de Novilara, a la regió del voltant d'Ancona a la riba de la mar Adriàtica. Això no obstant, l'etrusc podria també haver estat introduït per migrants posteriors. L'historiador Heròdot deia que, segons la tradició, els Tyrrhenoi (etruscs) tenien els seus orígens a Lídia i a Anatòlia. En possible suport de la teoria de l'etrusc com a procedent de l'est, serien les dues inscripcions que es van trobar a l'illa de Lemnos, escrites en un llenguatge proper a l'etrusc; encara que altres acadèmics creuen que el llenguatge de Lemnos podria haver arribat durant l'edat del bronze quan els governants micens van reclutar grups de mercenaris de Sicília, Sardenya i de diverses parts de la península Itàlica.
Tanmateix, el canvis idiomàtics poden explicar-se per altres factors circumstancials diferents de les migracions massives, com ara les migracions efectuades per petits grups d'elits immigrants que haurien assolit hegemonia política o cultural sobre la majoria indígena i van acabar imposant la seva llengua.

## Llengua
De les diverses llengües parlades per l'ètnia llatina, la que es va imposar fou el llatí clàssic, pertanyent a una branca de les llengües itàliques de l'oest, les quals eren una branca de la família de llengües indoeuropees (IE).
La inscripció més antiga d'aquest idioma es creu que és la Lapis Niger ("Pedra negra), trobada l'any 1899 entre les restes del Fòrum Romà, i està datada vers el 600 aC, pertany doncs a l'època mitjana de la monarquia (Regne de Roma) si es fa cas de la cronologia tradicional, però més probablement als inicis d'aquesta. Escrita en una forma arcaica del llatí, és l'indicador que els romans van mantenir la seva llengua en una època quan alguns historiadors deien que Roma havia estat etruscanitzada tant en llengua com en cultura. També dona suport a l'existència dels reis de Roma, que alguns consideraven com un període mític.
El llatí, a causa de l'expansió territorial posterior dels romans, es va escampar per gairebé tot Europa i va donar origen a les llengües romàniques, a més d'influir en altres llengües, ja que es va fer servir com a idioma transmissor de coneixements.

## Trets culturals

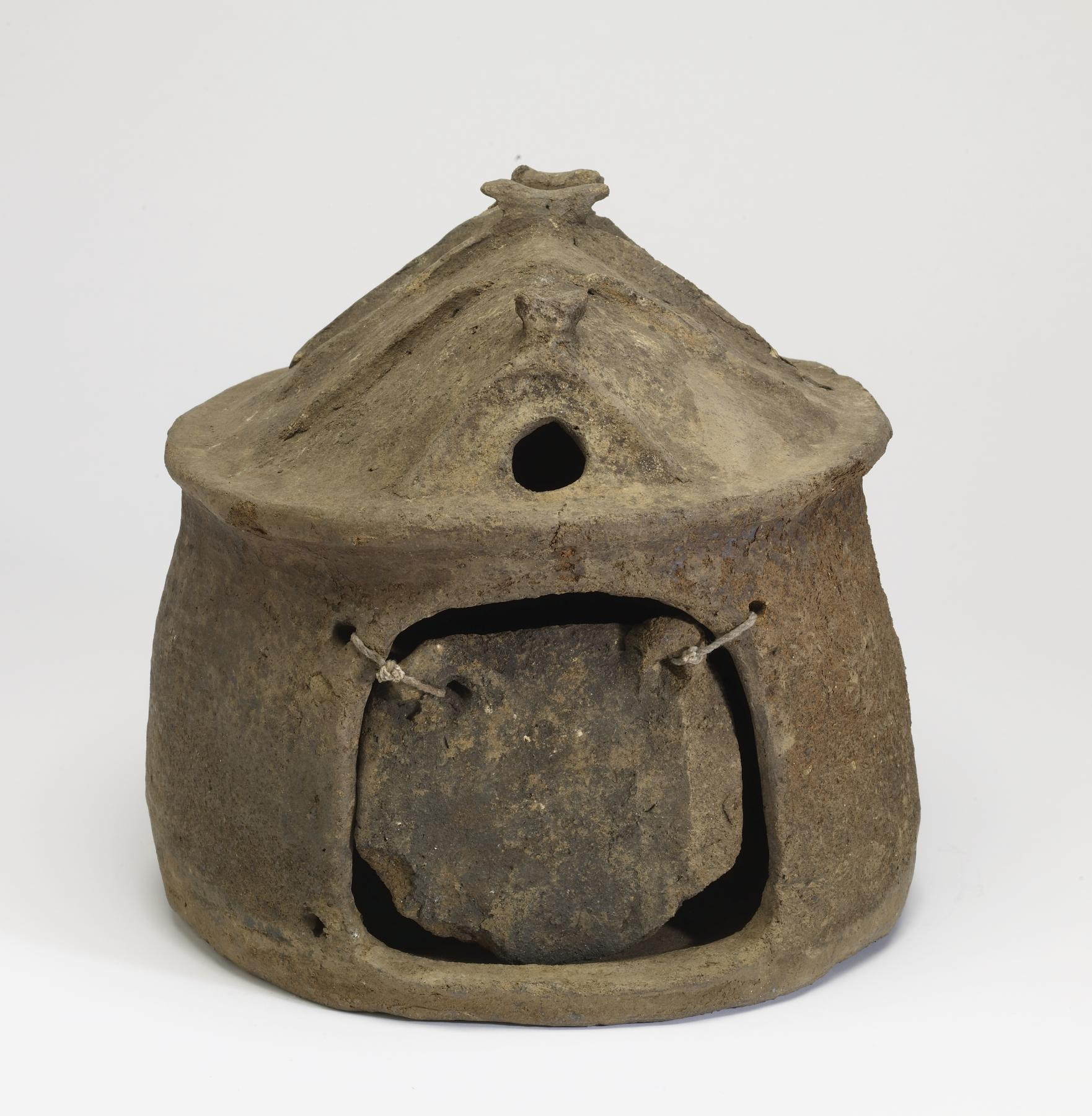
Urna cinerària llatina.

Les poques restes arqueològiques que s'han trobat de l'edat del bronze evidencien un tipus de vida transhumant relacionat amb el pasturatge. Sembla que en aquella època (abans de l'any 1000 aC) ocupaven el Latium Vetus i construïen habitatges senzills als turons no gaire alts i a les planes entre els Apenins fins a la costa de la mar Tirrena. La principal zona estava al voltant dels turons albans, on hi ha llacs a prop de terres de pasturatge: lacus Nemorensis (llac de Nemi) i lacus Tusculensis (Llac Albano). Probablement alguns turons de Roma —el Palatí, el Capitoli i el Quirinal— devien allotjar els primers assentaments permanents.
A partir de l'any 1000 aC els llatins comencen a tenir trets culturals que els diferencien de les tribus de la rodalia: els oscs i els umbres. Des d'aquest moment comparteixen trets amb la cultura vil·lanovana, que estava situada en Etrúria i a la vall del Po, cosa que no passa amb els oscans i els umbris. Els arqueòlegs distingeixen dins la cultura vil·lanovana del Latium, una variant que s'anomena cultura lacial. El tret distintiu més característic de la cultura lacial són les urnes per contenir cendres en forma de caseta (tuguria). En la fase I de la cultura lacial (c. 1000–900 aC) aquest tipus d'urna només apareix en algunes sepultures, però en la fase II la cremació estava ja molt estesa (900–770 aC). Representen les cases on vivien, fetes de materials senzills: parets generalment circulars fetes de palla i fang, amb teulades de palla i canyissos col·locades al voltant d'un tronc central i amb una sola obertura per entrar o sortir de l'habitatge. Aquesta va ser la construcció més comuna fins aproximadament el 650 aC. L'exemple més famós és l'anomenada Casa Romuli, situada al sud del Palatí i que, segons la llegenda, fou habitada pel fundador de la ciutat, una simple cabana que Ròmul hauria fet amb les seves pròpies mans i que encara existia en temps de l'emperador August (30 aC – 14 dC).
Vers el 650 aC va començar un període d'urbanització, es van crear ciutats estat amb sistemes de govern que respectaven les decisions dels ancians (senatus) com a òrgan consultor i on les famílies dels fundadors van esdevenir una elit amb privilegis sobre la resta de ciutadans. L'exemple més destacat és Roma, que progressivament va urbanitzar els set turons que ara la formen. La religió, que al començament es basava en la deïficació i veneració de les forces de la natura, va derivar en la creença en déus humanitzats, amb una màxima representació: la tríada arcaica. Aquestes ciutats, que compartien trets culturals semblants d'organització, llengua i religió, amb avantpassats comuns, es van confederar vers el 625 aC per formar la Lliga Llatina.